# 禾夫靳·碧嘉
禾夫靳·碧嘉（Wolfgang Becker，1954年6月22日—2024年12月12日）是德國電影導演和編劇，在國際上最著名作品為《再見列寧！》（2003年）。

## 生平
碧嘉於西柏林的柏林自由大學修讀德語、歷史和美國研究。畢業後在1980年在聲音工作室工作，繼而在德國影視學院柏林就讀。他在1983年開始擔任攝影師的自由工作，其1986年畢業作品《蝴蝶》獲得1988年最佳學生電影獎、羅加諾國際影展金豹獎和薩爾布呂根奧菲爾電影節薩爾蘭總理獎。
他執導電視劇《Tatort》的其中一集「Blutwurstwalzer」，並於1992年執導兩齣電影──《Kinderspiele》和紀錄片《Celibidachee》。
1994年，他和湯姆·提克威爾、史提芬·安特、丹尼·利維合作創辦「X電影創作組」（X Filme Creative Pool）。他在創作組和提克威爾共同製作《Das Leben ist eine Baustelle》（1997年）參與柏林影展。
他在2004年擔任威尼斯國際電影節的一名評審員。
2024年12月12日，碧嘉於柏林辭世，享壽70歲。

## 電影作品
- 蝴蝶Schmetterlinge（1988）
- "Tatort"（電視劇）（一集：Blutwurstwalzer）（1991）
- Kinderspiele（1992），兼任編劇
- Das Leben ist eine Baustelle（1997），兼任編劇和演員
- 再見列寧！Good Bye Lenin!（2003），編劇之一
- Bem-Vindo a São Paulo（2004），部份
- Ballero（2005），兼任編劇
- Germany 09（2009），其中一部份"Krankes Haus"，兼任編劇
- Ich und Kaminski（2010），兼任編劇

## 獎項
- 1997年柏林國際電影節，《Das Leben ist eine Baustelle》獲榮譽推薦[5]
- 1998年巴伐利亞電影獎，《Das Leben ist eine Baustelle》獲最佳電影[6]
- 2003年柏林國際電影節，《再見列寧！》獲藍天使獎
- 2003年歐洲電影獎，《再見列寧！》獲觀眾票選最佳導演獎
- 2004年哥雅獎，《再見列寧！》獲最佳歐洲電影獎
- 2004年巴伐利亞電影獎，《再見列寧！》獲觀眾獎
- 2004年凱撒電影獎，《再見列寧！》獲最佳歐盟電影獎

## 作品簡介

### 兒童遊戲
影片講述一個孩子的悲慘故事在60年代初在德國。透過各種手段試圖阻止他的母親離婚面臨著暴力和暴躁的父親，由條件悲慘的生活感到沮喪。

### 
亞力山大·柯拿（Alexander Kerner）同姐姐阿麗亞娜、還是嬰兒的侄女波拉以及母親柯利斯蒂·柯拿（Christiane Kerner）一起居住在東柏林。他的父親在1978年逃去了西德，他的母親告訴亞力山大因為他被西德的女人勾引。此後，柯利斯蒂非常活躍於德意志民主共和國（即東德）的生產，並且是德國統一社會黨的支持者，不管是教育還是改進都非常積極的參與。1989年10月，亞力山大參與反政府示威被捕，柯利斯蒂因而心臟病發昏迷不醒，對之後轉變了的世界毫不知情。

## 外部連結
- （英文）禾夫靳·碧嘉在互联网电影资料库（IMDb）上的資料（英文）
- （英文）Wolfgang Becker - Good Bye Lenin! （页面存档备份，存于）, BBC
- （英文）"X Filme Creative Pool" （页面存档备份，存于）